# Чернетчено
Черне́тчено — село в Белогорском районе Амурской области, Россия.
Входит в Озерянский сельсовет.

## География
Село Чернетчено стоит на правом берегу реки Белая (левый приток Зеи), в 8 км ниже административного центра Озерянского сельсовета села Заречное.
Автомобильная дорога к селу Чернетчено идёт от Белогорска через сёла Возжаевка и Заречное, расстояние до районного центра — 49 км.

## Население
| 2002 | 2010 | 2012 | 2013 | 2014 | 2015 | 2016 |
| ---- | ---- | ---- | ---- | ---- | ---- | ---- |
| 117  | ↘49  | →49  | ↗50  | ↗52  | ↘47  | ↗49  |
| 2017 | 2018 |      |      |      |      |      |
| ↘45  | ↗47  |      |      |      |      |      |

## Инфраструктура
- Сельскохозяйственные предприятия Белогорского района.